# Open GDF SUEZ de la Porte du Hainaut 2013
L'Open GDF SUEZ de la Porte du Hainaut 2013 è stato un torneo di tennis facente parte della categoria ITF Women's Circuit nell'ambito dell'ITF Women's Circuit 2013. Il torneo si è giocato a Denain in Francia dall'1 al 7 luglio 2013 su campi in terra rossa e aveva un montepremi di $25,000.

## Vincitrici

### Singolare
Teliana Pereira ha battuto in finale  Alberta Brianti con il punteggio di 6–4, 7–5

### Doppio
Tatiana Búa /  Arabela Fernández Rabener hanno battuto in finale  Laura-Ioana Andrei /  Dia Evtimova con il punteggio di 7–5, 6–2